# ソフトウェア利用許諾契約
ソフトウェア利用許諾契約（ソフトウェアりようきょだくけいやく、英: software license agreement）またはソフトウェア使用許諾契約（ソフトウェアしようきょだくけいやく）はソフトウェアの生産者や開発者等と購入者の間の契約である。英語ではそのような契約またはその書面のことを end-user license agreements (EULA) と呼ぶことがあり、日本語にすると エンドユーザ使用許諾契約 である。
例えばクリックラップ契約という類型では、ユーザーがクリックすることで契約書面が表示され、「同意する」を選ばないとそのソフトウェアは使えない。そのようなクリップラップ契約やシュリンクラップ契約のうち、ユーザーがソフトウェアを購入してからでないと契約内容を確認できないものは、附従契約(附合契約)の一種といえる。

## 使用許諾契約書 (EULA)
シュリンクラップ型ソフトウェアに付属するEULA形式の契約書は、紙の形で同梱されていることもあるが、多くの場合は電子的に格納されていて、インストール時に提示される。ユーザーはその契約に同意するか拒否するかを選択する権利があり、そのとき契約内容を読む必要はないことが多い。ソフトウェアのインストールは、ユーザーが「同意する」というボタンをクリックしたときだけ実施される。
EULAは責任を幅広く制限することを主張することが多い。典型的には、ソフトウェアライセンス提供者の免責条項として、そのソフトウェアによってユーザーのコンピュータやデータに損害が生じても補償しないことを明記している。ソフトウェアによっては、ソフトウェアの不適切な利用によって生じた損害についても免責条項を設けている（例えば、税務ソフトウェアを不適切に使って脱税したことで捕まったとしても、補償しない）。そのような間接的損害について争った裁判の例として M.A. Mortenson Co. v. Timberline Software Corp. がある。海外にも販売されるソフトウェアでは、法的問題が生じたときに適用すべき法律についても制限を設ける場合がある。
EULAを使い、著作権法による著作権の制限（アメリカの著作権法が収録された合衆国法典第17編第107条から第122条など）を出し抜こうとしている場合や、法律によって禁じられている領域にまで著作権保護を適用して制御可能な範囲を広げようとしている場合がある。そのようなEULAは本質的に、著作権法が制御を妨げている問題について契約によって制御を得ようとする努力と見ることができる。

## 自由ソフトウェアライセンスとの比較
自由ソフトウェアライセンスの中には、ユーザーに対してソフトウェアの修正と再配布を行う権利を与えたり、ユーザーがそのソフトウェアを単に使う場合（コピーして修正する場合）にはライセンスに合意する必要はないとするものがある。

## シュリンクラップ契約とクリックラップ契約
シュリンクラップ契約は、ソフトウェアのパッケージ内にソフトウェア利用許諾契約書が同梱されていて、パッケージ開封時に契約が締結されるとみなされる類型を指す。
また、別の類型としてインストール時に画面上に契約書面が表示されることがあり、そのような場合はクリックラップ契約とも呼ぶ。
シュリンクラップ契約が法的拘束力を持つかどうかについては、アメリカ合衆国においては、有効とする裁判例と無効とする裁判例が存在する。
クリックラップ契約は、ウェブサイトをベースとする契約の形式でもある。一般にウェブサイトの機能を利用するには、ポップアップ上の "yes" をクリックしないと契約が成立しない。シュリンクラップ契約では、ソフトウェアパッケージの包装を解いてソフトウェア自体を使うことで、購入者との契約が成立するとするのによく似ている。どちらも、エンドユーザーの行為が契約内容への合意を明示的に示すと考えられる。

## 製造物責任
小売ソフトウェアの契約の中には（現地の法律が許す限り）、ソフトウェアの性能問題や損害を生じた際の補償を購入価格までとしているものがある。そのような免責条項が問題となった裁判として Mortenson v. Timberline がよく知られている。

## 特許
ソフトウェア利用許諾契約は、そのソフトウェアが利用している特許の使用権を提供する場合もある。

## リバースエンジニアリング
ソフトウェア利用許諾契約では、リバースエンジニアリングを禁じていることが多い。これにより、そのソフトウェアと連携するサードパーティ製ソフトウェアを開発することも困難になる。したがって顧客の選択肢を狭め、ベンダロックインの一助となる。
ユーザーがそのソフトウェアの性能データを公表することを禁じる契約も存在する。